# 中尾山 (徳島県)
中尾山（なかおさん）は、徳島県つるぎ町と美馬市の境界にある山。標高は1,330.6m。また中尾山高原はとくしま88景に選定されている。

## 地理
旧美馬郡一宇村と木屋平村の境界に位置。山頂は赤帽子山と綱付山を結ぶ尾根にある狭いピークで、樹林の中に三角点があるだけで視界はあまりきかない。
東に下った高原には美馬市営のキャンプ施設があり、貸バンガローもある。大森池があり、白鳥が飼われている。一般にはこの辺りを中尾山と呼んでおり、地図にも三角点の所に山名は記載されていない。高原状の北東斜面はミカブ緑色岩類に共通する地形である。
登山コースは、木屋平の太合からキャンプ場まで車で入る。一宇川へ抜ける林道途中の登山口から、ヒノキの植林地をぬって尾根に出て、三角点まで約40分かかる。